# Sourdun
Sourdun ist eine französische Gemeinde mit 1.515 Einwohnern (Stand: 1. Januar 2022) im Département Seine-et-Marne in der Region Île-de-France. Sie gehört zum Arrondissement Provins und zum Kanton Provins (bis 2015: Kanton Villiers-Saint-Georges). Die Einwohner werden Sourdunois genannt.

## Geografie
Sourdun liegt etwa 60 Kilometer ostsüdöstlich von Paris. Der Voulzie begrenzt die Gemeinde im Norden bzw. im Nordwesten. Das Gemeindegebiet wird auch vom Flüsschen Ruisseau des Méances durchquert. Umgeben wird Sourdun von den Nachbargemeinden Saint-Brice im Norden und Nordwesten, Léchelle im Norden und Nordosten, Chalautre-la-Grande im Osten, Le Mériot im Südosten, Melz-sur-Seine im Süden, Hermé im Süden und Südwesten, Soisy-Bouy im Südwesten, Chalautre-la-Petite im Westen sowie Provins im Nordwesten.

## Bevölkerungsentwicklung
| Jahr                      | 1962 | 1968 | 1975 | 1982 | 1990 | 1999 | 2006 | 2013 |
| Einwohner                 | 676  | 731  | 777  | 979  | 1114 | 1232 | 1463 | 1465 |
| Quelle: Cassini und INSEE |      |      |      |      |      |      |      |      |

## Sehenswürdigkeiten
Siehe auch: Liste der Monuments historiques in Sourdun
- Kirche Saint-Martin aus dem 12./13. Jahrhundert, Umbauten aus dem 16. Jahrhundert, seit 1971 Monument historique
- Kapelle Saint-Hubert
- Rathaus, früheres Priorei aus dem 16./17. Jahrhundert, Monument historique seit 1971
- Schloss Ormurion

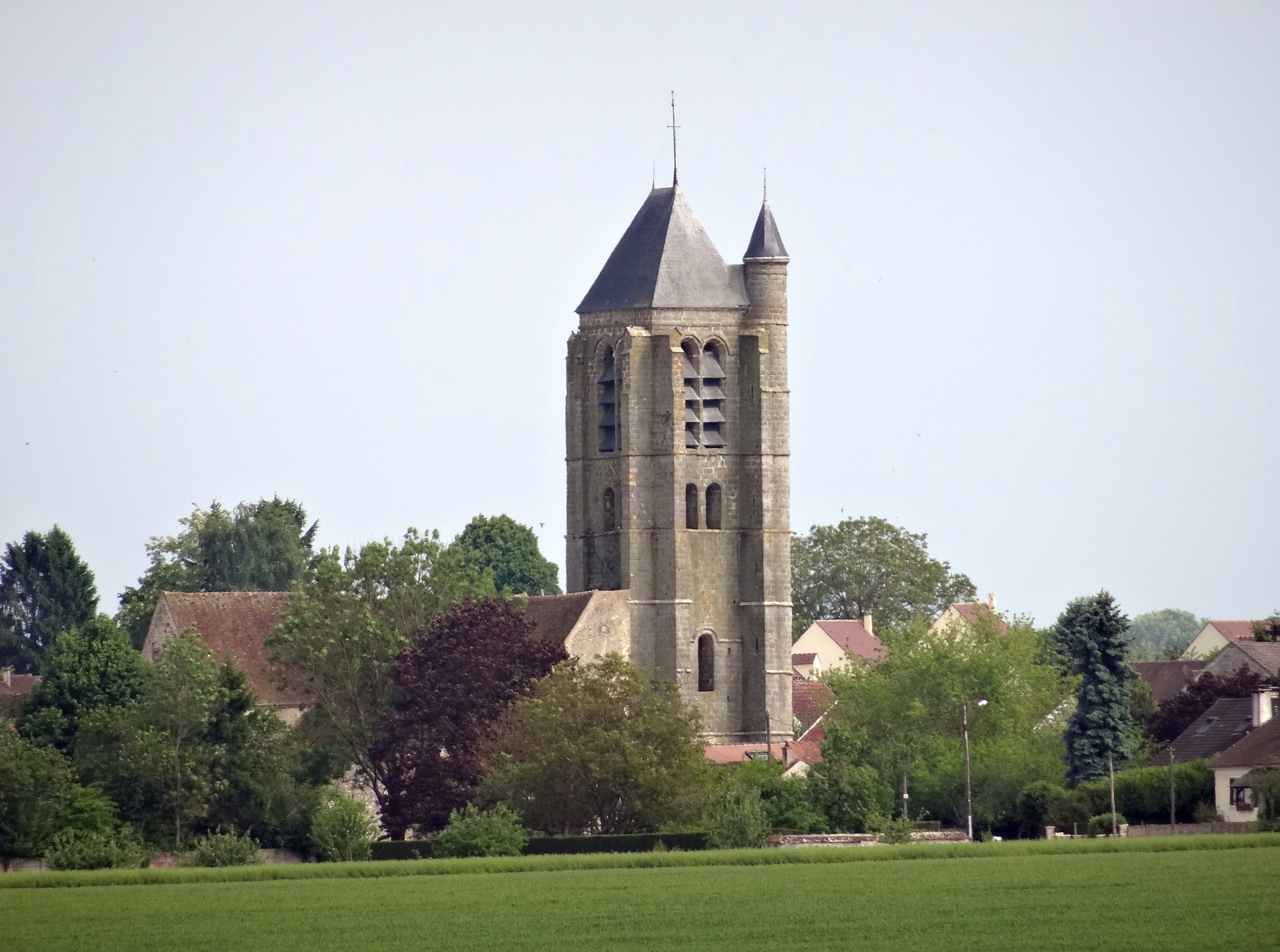
Kirche Saint-Martin
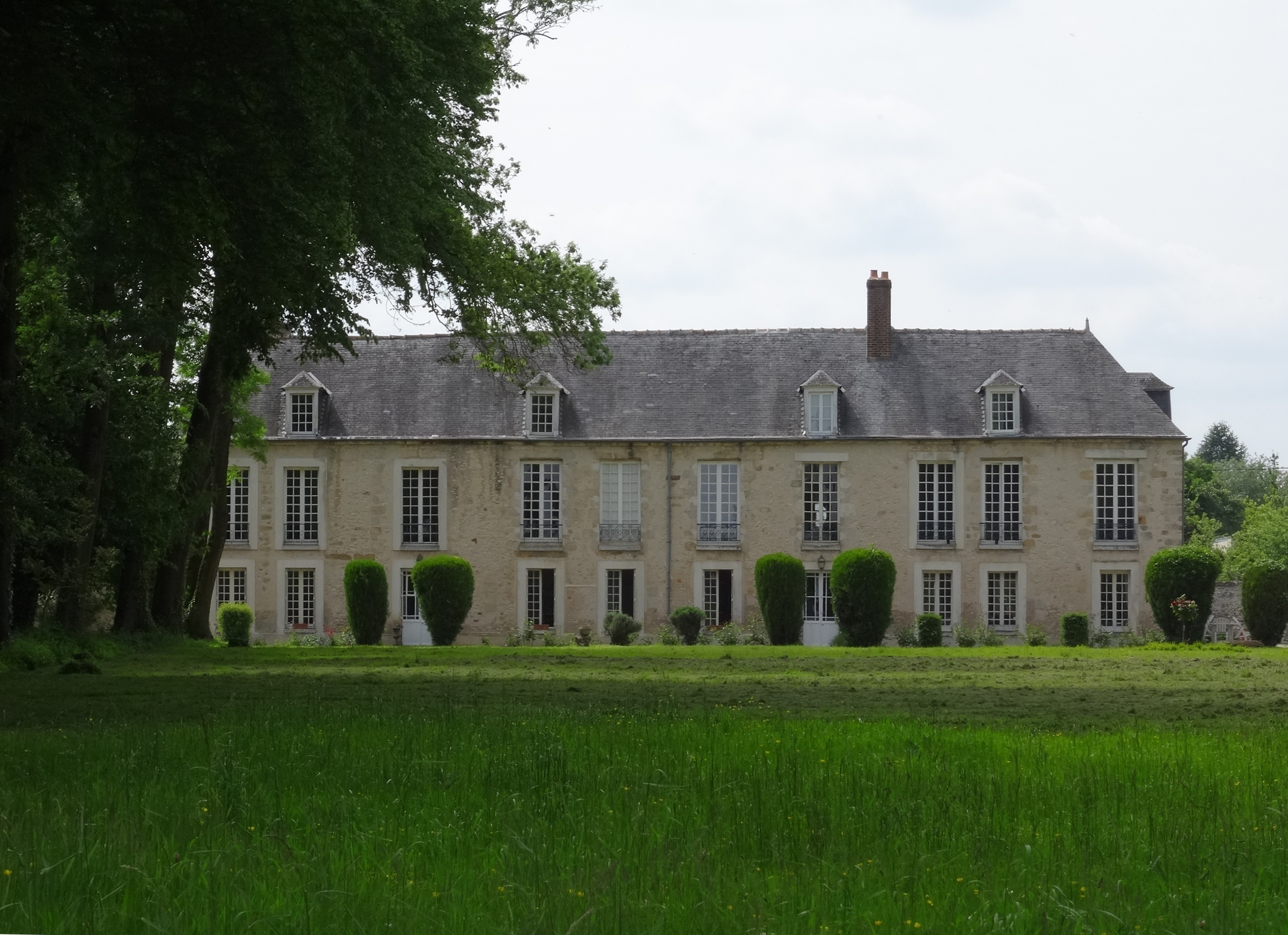
Schloss Ormurion

## Trivia
In Sourdun ist das 2. Husarenregiment der französischen Armee stationiert.